# Warm Springs (film)
Warm Springs – amerykański dramat biograficzny z roku 2005.
Film zdobył trzy nagrody Emmy: za najlepszy film telewizyjny, dla najlepszej aktorki drugoplanowej, oraz za najlepszą muzykę.

## Treść
Film ten opowiada o prawdziwej, choć mało w Europie znanej historii Franklina Delano Roosevelta, który − pokonując własne słabości − został prezydentem i wyprowadził Stany Zjednoczone z największego kryzysu w historii nowożytnego świata.

## Obsada
- Kenneth Branagh jako Franklin Roosevelt
- Cynthia Nixon jako Eleanor Roosevelt
- Kathy Bates jako Helena Mahoney
- Andy Davoli jako Jake Perini
- Sharon Blackwood jako żona farmera
- Danny Connell jako grający na pianinie
- Wilbur Fitzgerald jako Al Smith

## Nagrody i nominacje
Złote Globy 2005
- Najlepszy miniserial lub film telewizyjny (nominacja)
- Najlepszy aktor w miniserialu lub filmie tv - Kenneth Branagh (nominacja)
- Najlepsza aktorka w miniserialu lub filmie tv - Cynthia Nixon (nominacja)

Nagroda Emmy 2005
- Najlepszy film tv - Mark Gordon, Celia D. Costas, Chrisann Vergas
- Najlepsza scenografia w miniserialu lub filmie tv - Sarah Knowles, Scott Ritenour, Thomas Minton, Frank Galline
- Najlepsza muzyka w miniserialu lub filmie tv - Bruce Broughton
- Najlepszy dźwięk w miniserialu lub filmie tv kręconym jedną kamerą - Mary H. Ellis, Rick Ash, Adam Jenkins
- Najlepsza aktorka drugoplanowa w miniserialu lub filmie tv - Jane Alexander
- Najlepsza reżyseria miniserialu lub filmu tv - Joseph Sargent (nominacja)
- Najlepszy scenariusz miniserialu lub filmu tv - Margaret Nagle (nominacja)
- Najlepsze zdjęcia w miniserialu lub filme tv - Robbie Greenberg (nominacja)
- Najlepsze kostiumy w miniserialu lub filmie tv - Hope Hanafin, Keith G. Lewis (nominacja)
- Najlepszy dobór obsady w miniserialu lub filmie tv - Lynn Kressel, Shay Griffin (nominacja)
- Najlepsze fryzury w miniserialu lub filmie tv - Taylor Knight, Vanessa Davis (nominacja)
- Najlepsza charakteryzacja w miniserialu lub filmie tv (naturalna) - Carla White, Donna M. Premick (nominacja)
- Najlepszy montaż dźwięku w miniserialu lub filmie tv - Richard Taylor, David Beadle, Jane Boegel, Russell DeWolf, Andrew Ellerd, Juanita F. Diana, Sonya Henry, Patrick Hogan, Eileen Horta, Jason Lezama, Stuart Martin, Todd Murakami, Brian Thomas Nist, Robert Ramirez, Mark Cookson, Ed Kalnins, James Bailey, John Benson (nominacja)
- Najlepszy aktor w miniserialu lub filmie tv - Kenneth Branagh (nominacja)
- Najlepsza aktorka w miniserialu lub filmie tv - Cynthia Nixon (nominacja)
- Najlepsza aktorka drugoplanowa w miniserialu lub filmie tv - Kathy Bates (nominacja)

Nagroda Satelita 2005
- Najlepszy film telewizyjny (nominacja)
- Najlepszy aktor w miniserialu lub filmie tv - Kenneth Branagh (nominacja)
- Najlepsza aktorka w miniserialu lub filmie tv - Cynthia Nixon (nominacja)
- Najlepszy aktor drugoplanowy w serialu, miniserialu lub filmie tv - Tim Blake Nelson (nominacja)
- Najlepsza aktorka drugoplanowa w serialu, miniserialu lub filmie tv - Jane Alexander (nominacja)